# Algyő
Algyő è un comune dell'Ungheria di 5.326 abitanti (dati 2001). È situato nella contea di Csongrád-Csanád.